# Something about You (Level 42)
Something about You is een nummer van de Britse band Level 42. Het is de eerste single van hun zesde studioalbum World Machine uit 1985. In september van dat jaar verscheen het nummer op single.

## Achtergrond
De plaat werd in thuisland het Verenigd Koninkrijk een hit met een plaats 6 in de UK Singles Chart. In de Verenigde Staten werd de 7e plaats bereikt in de Billboard Hot 100, in Canada de 13e en in Nieuw-Zeeland de 10e plaats.
In Nederland was de plaat op 30 september 1985 de 291e AVRO's Radio en TV-Tip op Hilversum 3 en hij werd een radiohit in de destijds drie landelijke hitlijsten op de nationale publieke popzender. De plaat bereikte de 32e plaats in de Nederlandse Top 40, de 33e in de Nationale Hitparade en piekte op 30 in de allerlaatste TROS Top 50 op 21 november 1985. In de TROS Europarade werd geen notering behaald.
In België werd noch de voorloper van de Vlaamse Ultratop 50, noch de Vlaamse Radio 2 Top 30 en de Waalse hitlijst bereikt.